# He Long-Stadion
Das He Long-Stadion ist ein Fußballstadion mit Leichtathletikanlage in der chinesischen Stadt Changsha, Hauptstadt der Provinz Hunan. Es wurde nach dem kommunistischen Führer He Long (1896–1969) benannt. Es fasst insgesamt 55.000 Zuschauer auf Sitzplätzen. Genutzt wurde es zumeist vom 2010 aufgelösten Fußballverein Changsha Ginde, der in der Chinese Super League spielte.